# Kaple svaté Alžběty (Uherské Hradiště)
Gotická kaple svaté Alžběty ve Vodní ulici v Uherském Hradišti je nejstarší dochovanou původně církevní stavbou ve městě. Kaple postavená počátkem 15. století u městského špitálu v těsné blízkosti městských hradeb u Staroměstské brány sloužila svému původnímu účelu, tedy jako špitální kaple, až do počátku 20. století. V devadesátých letech 20. století došlo k zásadní rekonstrukci objektu do dnešní podoby. V současné době je kaple využívána jako lékárna. Objekt je nemovitou kulturní památkou.

## Historie kaple a špitálu

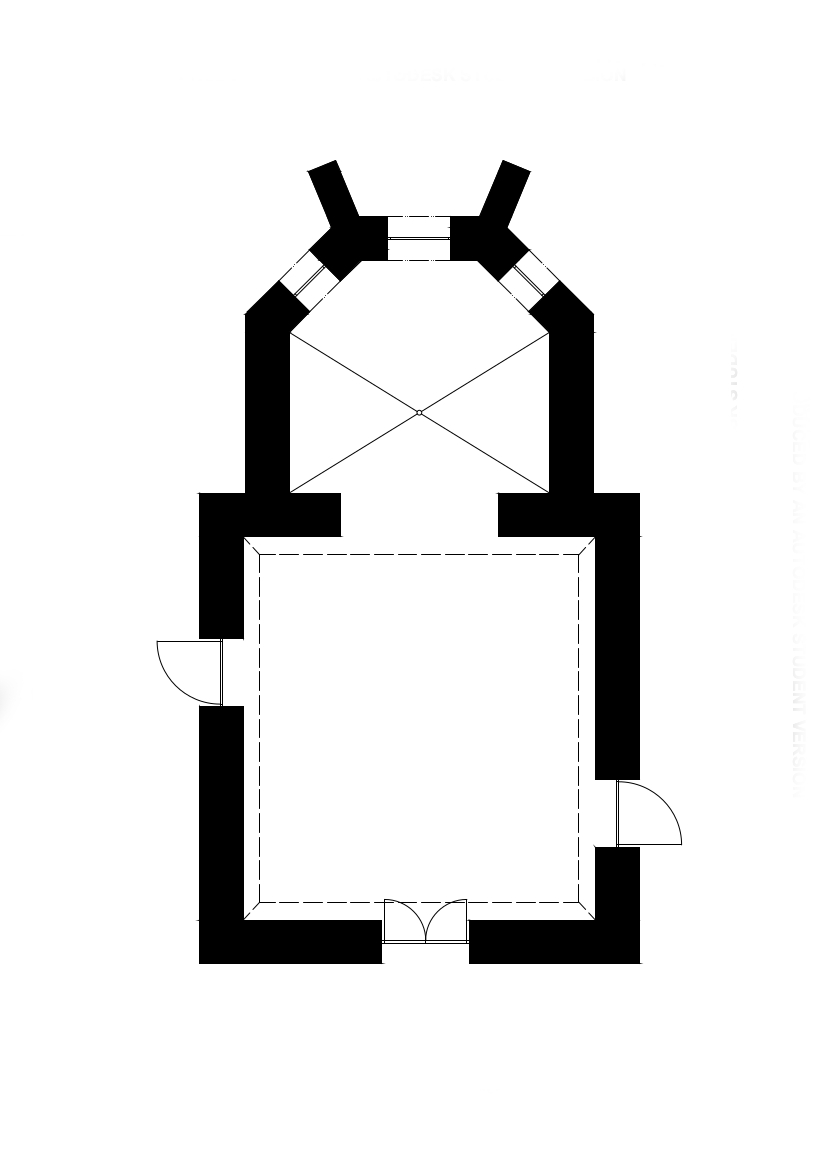
Půdorys gotické části kaple svaté Alžběty v Uherském Hradišti

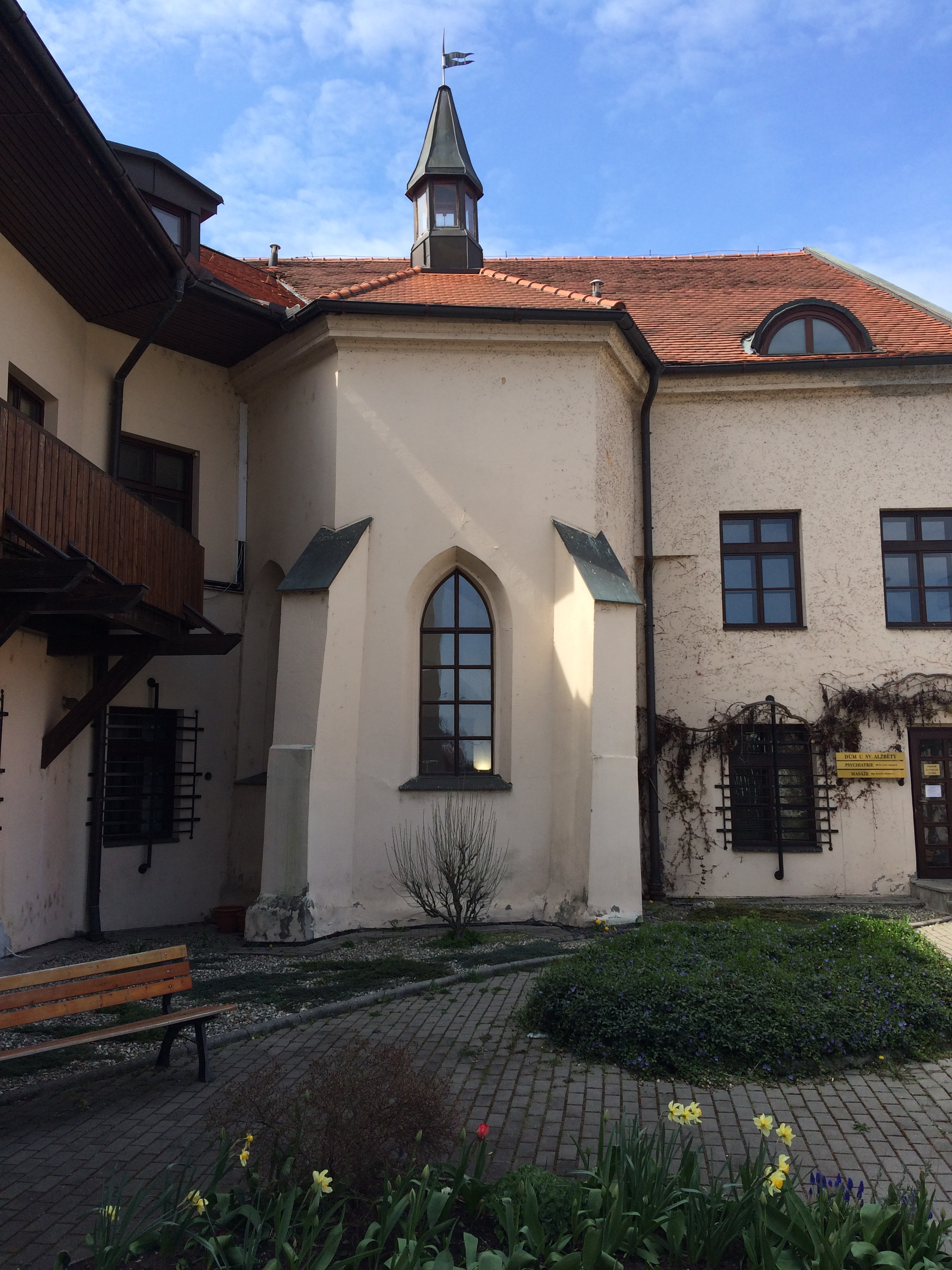
Jihovýchodní fasáda s presbytářem kaple svaté Alžběty

Kaple byla postavená na počátku 15. století u městského špitálu. Z původní konstrukce gotického špitálu se do dnešní doby nedochovalo nic; lze předpokládat, že se jednalo o stavbu dřevěnou, tedy snadno spalitelnou. K roku 1582 byl špitál téměř opuštěný a v kapli se nekonali bohoslužby, lze předpokládat špatný stavební stav celého objektu. Roku 1610 byla kaple opravena a znova zařízena pro bohoslužby. V roce 1643 byl špitál společně s kaplí poškozen požárem města. V rámci odstranění škod vzniklých požárem došlo i k dílčí raně barokní přestavbě kaple, což je doloženo letopočtem 1656 v portálku dnes druhotně osazeném v bočním vstupu do lodi kaple. V roce 1681 unikl špitální kostelík dalšímu velkému požáru města. Při výbuchu nedaleké prašné Červené věže v roce 1695 došlo pravděpodobně ke statickému poškození špitálu i kaple, což vedlo ke stržení budovy špitálu a výstavbě nové vrcholně barokní stavby špitálu. V roce 1727 byl špitál rozšířen o dnes již nestojící zadní část budovy. V roce 1782 byly městské hradby společně se Staroměstskou bránou zbořeny, což umožnilo budování nemocnice probíhající od roku 1797. Požár Vodní ulice v roce 1849 vedl k dalším stavebním úpravám celého areálu. Ke kapli byly přistavěny dva boční trakty a celé vstupní průčelí bylo sjednoceno novou fasádou vykazující vliv eklektického historismu. Kaple dostala i novou nízkou sedlovou střechu, nové střechy byly pořízeny i na budově špitálu, společně s novými rovnými stropy v rozsahu 1. patra. V letech 1856–1923 sloužil špitál jako městská veřejná nemocnice, zatím co kaple sloužila mezi lety 1904–1918 jako prostor pro provozovny, většinu času jako řeznictví a uzenářství a kratší dobu po roce 1910 jako stolařství. V roce 1924 byla kaple adaptována, v roce 1964 uzavřena a v roce 1965 definitivně zrušena a bylo sem rozšířeno skladiště družstva Obzor. V osmdesátých letech 20. století byla zbořena východní část špitálu, zatím co zbytek areálu chátral. Havarijní stav celého areálu vedl v devadesátých letech k zásadnímu regeneračnímu zásahu. Po rekonstrukci slouží prostory bývalého špitálu jako zdravotnické zařízení s ordinacemi, v prostorách původní gotické kaple byla v říjnu 1998 zprovozněna lékárna Lucie.

## Popis

### Exteriér
Původně gotická kaple postavená na počátku 15. století byla v období baroka stavebně upravena. V roce 1849 byly k původní kapli přistavěny boční trakty a vstupní průčelí bylo sjednoceno novou fasádou.
Severozápadní průčelí otočené do Vodní ulice opravené po požáru v roce 1849 interpretuje řádovou architekturu. Do průčelí rozděleného na tři části se propisují trakty budovy, původní hlavni trakt a dva boční dostavěné později. Prostřední část je lemována pilastry interpretujícími iónský řád. Prostřední portál sloužící jako hlavní vstup je opatřen archivoltou a supraportou s lizénami, kde místo hlavice nese římsu pouze vejcovec. Nad prostředním portálem se nachází elipsové okno se štuky okolo. Nad prostřední částí průčelí lze vidět atiku a tympanon s reliéfem. Boční části průčelí jsou osově symetrické, nacházejí se zde opět portály se supraportou, tentokrát však už bez archivolty, supraporta je o poznání méně zdobná. Nad portály jsou obdélníková okna se suprafenestrou, opět méně zdobná než elipsové okno v prostřední části.
Severovýchodní strana objektu je oproti hlavnímu průčelí velmi strohá, nacházejí se ze pouze tři nad sebou posazená okna. Z této strany je nejlépe vidět sklon sedlové střechy, kterou kaple dostala v rámci dostavby po požáru v roce 1849.
Jihovýchodní průčelí viditelné z atria komplexu dnešního zdravotnického zařízení u kaple ukazuje opravdové staří stavby. Vystupuje z něj původní gotický polygonální presbytář kaple, ve kterém jsou vidět tři okna s lomenými oblouky. Presbytář je podepřen jednoduchým opěrným systémem ve formě dvou pilířů na vystupujících rozích polygonu. Střecha polygonálního presbytáře je zakončena malou věžičkou. Na průčelí je zřetelné, že presbytář je nakloněn k jihu a hrany pilířů opěrného systému netvoří rovné linie. Nejedná se o ojedinělý úkaz v Uherském Hradišti, podobný náklon lze sledovat například na budově staré radnice, což je pravděpodobně způsobeno měkkým podložím města.

### Interiér

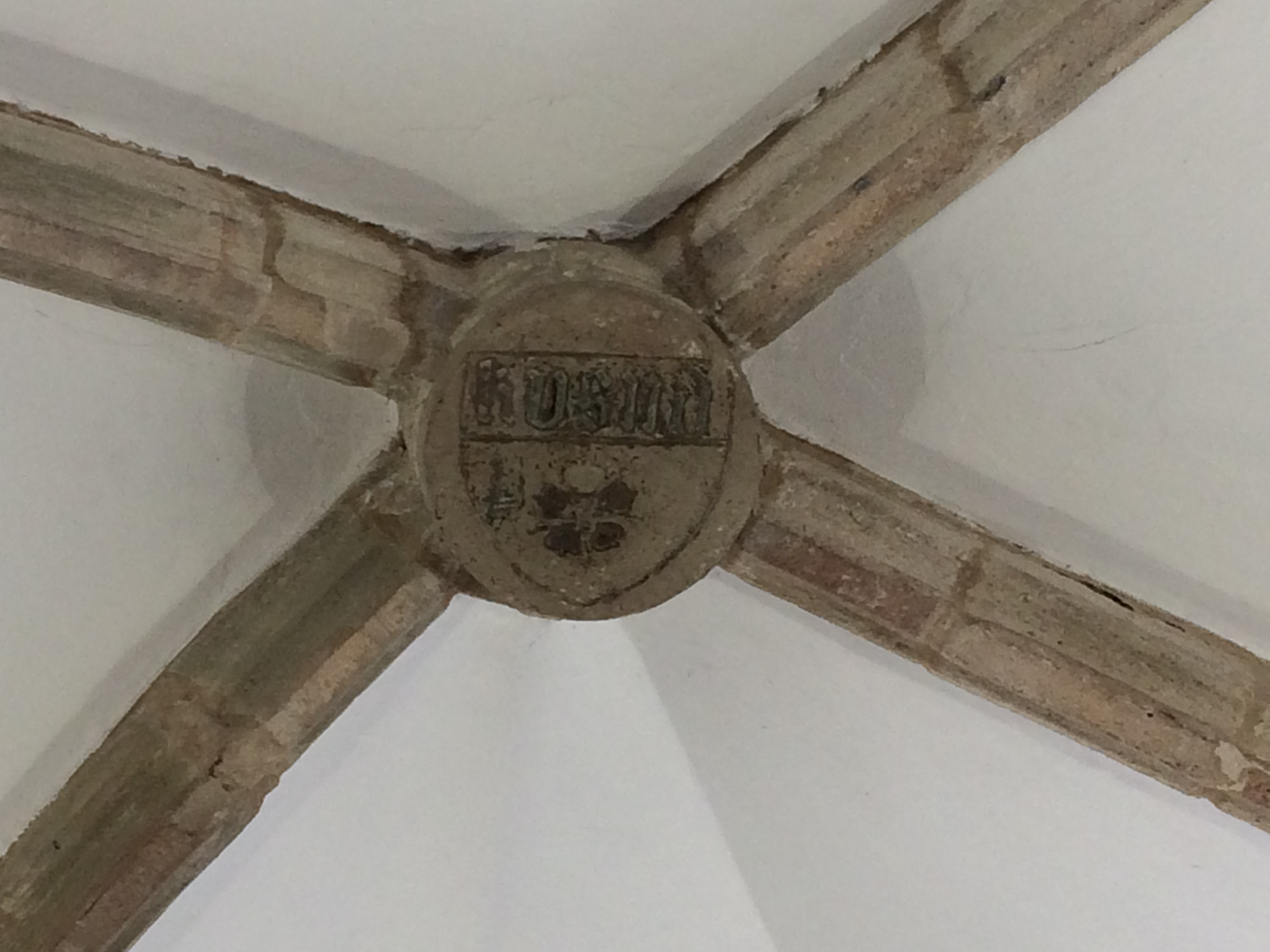
Klenák presbytáře kaple svaté Alžběty v Uherském Hradišti

Vnitřní členění objektu odpovídá jeho historickému vývoji; centrální jednopodlažní gotická kaple s presbytářem a později dostavěné dvoupodlažní boční trakty. Historicky významnou gotickou kapli tvoří obdélníková vstupní místnost a navazující polygonální presbytář, kde se v současné době nachází veřejně přístupný hlavní prostor lékárny. Na jihozápadní stěně vstupní místnosti se nahází kamenný raně barokní portálek osazený během částečné raně barokní přestavby v roce 1656. Stěny vstupní místnosti jsou obohaceny štukovou výzdobou interpretující římskou arkádu, s pilastry napodobujícími dórský řád. Strop vstupní místnosti je zakončen zrcadlovou klenbou. Polygonální presbytář, který je od vstupní místnosti oddělen portálem s lomeným obloukem, je zaklenut křížovou klenbou s kamennými žebry. Na svorníku této klenby je vytesána pětilistá růže, znak pravděpodobných zakladatelů kaple pánů z Moravan, společně se jménem Kusna, patřící měšťanu, který do výstavby kaple také zasáhl.